# Leptogorgia purpurea
Leptogorgia purpurea är en korallart som först beskrevs av Peter Simon Pallas 1767.  Leptogorgia purpurea ingår i släktet Leptogorgia och familjen Gorgoniidae. Inga underarter finns listade i Catalogue of Life.